# ボーンコレクション
『ボーンコレクション』は、雲母坂盾による日本の漫画。『週刊少年ジャンプ』（集英社）において2019年39号に読切が掲載された後、2020年21・22合併号から38号まで連載された。

## 登場人物
迅内 カザミ（じんない カザミ）
本作の主人公。由緒正しき陰陽師の名家の下に生まれてしまったパリピな陰陽師で、陰陽術の才能は皆無だが妖怪の力を借りて戦う「妖怪術」の能力に長けている。一人称は「俺」。優しい心の持ち主で、人間にも妖界にも分け隔て無く接する。
白羅（バイラ）
妖界で、「妖怪がしゃどくろ」と呼ばれていた最強レベルの元妖怪。完璧な人間になることを夢見て人間界にやって来る。一人称は「妾（わらわ）」。カザミに惚れ込み、体内に残っている妖力をすべて使い切ってもらうことを約束している。
天童 りの（てんどう りの）
カザミの幼馴染みでもある若手の高校生陰陽師。天然で、マウントを取ってくるためタチが悪い。丁寧語を使った敬語で話す。
迅内 アキナ（じんない アキナ）
カザミの兄。スク水好きがバレて、白羅のペットと化した。
迅内 義則（じんない よしのり）
カザミの父。息子であるカザミのことが可愛くて仕方ない。
阿部秋冬（あべ あきふゆ）
ゴリラのような式神を纏って戦う、陰陽師が誇る天才陰陽師にして四天王の一人。白羅の天敵。
酒呑童子（しゅてんどうじ）
突如、人間界に現れたSランクの妖怪。白羅が妖界にいた頃の親友で、「べぇちゃん」と呼ばれている。

## 書誌情報
- 雲母坂盾『ボーンコレクション』集英社〈ジャンプ・コミックス〉、全2巻
  1. 2020年8月4日発売[3][4]、ISBN 978-4-08-882416-1
  2. 2020年11月4日発売[5]、ISBN 978-4-08-882511-3